# Henry Dunlop

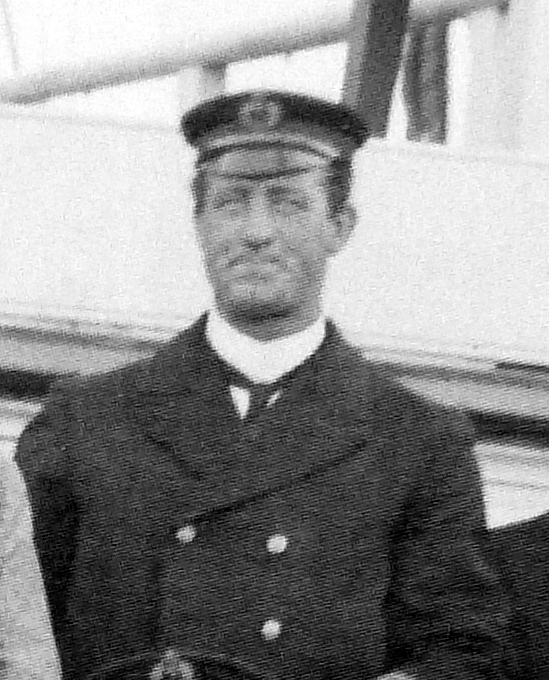
Henry Dunlop

Henry Dunlop (Belfast, 15 oktober 1876 - aldaar, 5 maart 1931) was een Brits ingenieur en poolonderzoeker.

## Biografie
Dunlop nam in 1907 deel aan de Nimrod-expeditie onder leiding van Ernest Shackleton. Tijdens de expeditie was hij scheepsingenieur op de Nimrod. Kaap Dunlop en het Dunlopeiland werden naar hem vernoemd. Dunlop overleed in 1931 op 54-jarige leeftijd. 